# الصمم غير المتلازمي
الصمم غير المتلازمي هو فقدان السمع الذي لا يكون مرتبطًا بعلامات وأعراض أخرى. وعلى النقيض من ذلك، فإن الصمم المتلازمي يتضمن فقدان السمع الذي يحدث مع وجود شذوذات في أجزاء أخرى من الجسم. يشكل الصمم غير المتلازمي نسبة ٧٥٪ من جميع حالات فقدان السمع، ويُعتقد أن حوالي ١٠٠ جين مرتبط بهذه الحالة. حوالي ٨٠٪ من الحالات تعود إلى الوراثة الجسمية المتنحية، و١٥٪ إلى الوراثة الجسمية السائدة، و١-٣٪ تنتقل عبر الصبغي X، و٠.٥-١٪ مرتبطة بالوراثة الميتوكوندرية.
ترتبط التغيرات الجينية بالأنواع التالية من الصمم غير المتلازمي:
- DFNA: الصمم غير المتلازمي، وراثة جسمية سائدة
- DFNB: الصمم غير المتلازمي، وراثة جسمية متنحية
- DFNX: الصمم غير المتلازمي، مرتبط بالصبغي X
- الصمم غير المتلازمي، وراثة ميتوكوندرية

يتم ترقيم كل نوع بحسب ترتيب اكتشافه. فعلى سبيل المثال، كان DFNA1 هو أول نوع من الصمم غير المتلازمي ذي الوراثة الجسمية السائدة يتم وصفه. يتضمن الصمم غير المتلازمي الميتوكوندري تغيرات في الكمية الصغيرة من الحمض النووي الموجودة في الميتوكوندريا، وهي مراكز إنتاج الطاقة داخل الخلايا.
ترتبط معظم أشكال الصمم غير المتلازمي بفقدان سمع دائم ناجم عن تلف في التراكيب الموجودة في الأذن الداخلية. تتكون الأذن الداخلية من ثلاثة أجزاء: بنية لولبية الشكل تُسمى القوقعة وتساعد في معالجة الصوت، والأعصاب التي تنقل المعلومات من القوقعة إلى الدماغ، وتراكيب أخرى لها علاقة بالتوازن. يُطلق على فقدان السمع الناجم عن تغيرات في الأذن الداخلية اسم الصمم الحسي العصبي. أما فقدان السمع الناتج عن تغيرات في الأذن الوسطى فيُسمى فقدان السمع التوصيلي. تحتوي الأذن الوسطى على ثلاث عظيمات صغيرة تساعد في نقل الصوت من طبلة الأذن إلى الأذن الداخلية. بعض أشكال الصمم غير المتلازمي تنطوي على تغيرات في كل من الأذن الداخلية والوسطى؛ وتُعرف هذه الحالة بالمزيج من فقدان السمع التوصيلي والحسي العصبي.
تختلف شدة فقدان السمع ويمكن أن تتغير مع مرور الوقت. قد يؤثر على أذن واحدة (أحادية الجانب) أو على كلتا الأذنين (ثنائية الجانب). تتراوح درجات فقدان السمع من خفيف (صعوبة في فهم الكلام الهادئ) إلى شديد جدًا (عدم القدرة على سماع حتى الأصوات العالية جدًا). وقد يكون الفقدان ثابتًا أو قد يتفاقم مع تقدم الشخص في العمر. تُظهر بعض أنواع الصمم غير المتلازمي أنماطًا مميزة من فقدان السمع. فعلى سبيل المثال، قد يكون الفقدان أكثر وضوحًا في الترددات العالية أو المتوسطة أو المنخفضة.

## تصنيف
يمكن أن يحدث الصمم غير المتلازمي في أي عمر. يُصنَّف فقدان السمع الذي يظهر قبل أن يتعلم الطفل الكلام على أنه قبل اللغة أو خلقي. أما فقدان السمع الذي يحدث بعد تطور الكلام فيُصنَّف على أنه بعد اللغة.

## علم الوراثة
يمكن أن يتبع الصمم غير المتلازمي أنماطًا مختلفة من الوراثة. بين ٧٥٪ و٨٠٪ من الحالات تُورث بنمط وراثة جسمي متنحي، ما يعني أن نسختين من الجين في كل خلية قد تعرضتا لتغير. عادةً ما يكون كل والد للفرد المصاب بالصمم الوراثي المتنحي حاملًا لنسخة واحدة من الجين المتغير. ولا يعاني هؤلاء الحاملون من فقدان السمع.
أما ٢٠٪ إلى ٢٥٪ من حالات الصمم غير المتلازمي فهي ذات وراثة جسمية سائدة، ما يعني أن نسخة واحدة من الجين المتغير في كل خلية تكفي للتسبب في فقدان السمع. غالبًا ما يرث الأشخاص المصابون بالصمم السائد نسخة متغيرة من الجين من والد مصاب بفقدان السمع.
بين ١٪ و٢٪ من الحالات تُظهر نمط وراثة مرتبطًا بالصبغي X، ما يعني أن الجين المتغير المسؤول عن الحالة موجود على الصبغي X. ويميل الذكور المصابون بالصمم غير المتلازمي المرتبط بالصبغي X إلى تطور فقدان سمع أشد وأبكر في العمر مقارنة بالإناث اللاتي يَرِثن نسخة من الطفرة الجينية ذاتها. ولا ينقل الآباء السمات المرتبطة بالصبغي X إلى أبنائهم الذكور، لأنهم لا ينقلون الصبغي X إلى نسلهم الذكور.
أما الصمم غير المتلازمي المرتبط بالميتوكوندريا، والذي ينتج عن تغيرات في الحمض النووي في الميتوكوندريا، فيحدث في أقل من ١٪ من الحالات في الولايات المتحدة. يُنقل الحمض النووي الميتوكوندري المتغير من الأم إلى أبنائها وبناتها. ولا يُورث هذا النوع من الصمم من الآباء.
يُعد الصمم المتأخر التدريجي أكثر أنواع العجز العصبي شيوعًا بين كبار السن. فعلى الرغم من أن فقدان السمع الذي يتجاوز ٢٥ ديسيبيل موجود لدى ١٪ فقط من البالغين الشباب بين أعمار ١٨ و٢٤ عامًا، فإن هذه النسبة ترتفع إلى ١٠٪ بين الأشخاص الذين تتراوح أعمارهم بين ٥٥ و٦٤ عامًا، وتصل إلى نحو ٥٠٪ لدى من هم في العقد الثامن من العمر.
ولا يُعرف المدى النسبي لإسهام الوراثة في ضعف السمع المرتبط بالتقدم في السن، غير أن غالبية حالات الصمم الوراثي المتأخر الظهور تكون ذات وراثة جسمية سائدة وغير متلازمية. وقد تم تحديد أكثر من أربعين جينًا مرتبطًا بالصمم غير المتلازمي ذي الوراثة الجسمية السائدة، وقد تم استنساخ خمسة عشر منها.

### الجينات المرتبطة بالصمم غير المتلازمي
الطفرات في جينات ACTG1 و CABP2 وCDH23 و CLDN14 وCOCH و COL11A2 وDFNA5 و ESPN وEYA4 وGJB2 وGJB6 و KCNQ4 و MYO15A و MYO6 و MYO7A وOTOF و PCDH15 و POU3F4 وSLC26A4 و STRC و TECTA وTMC1 و TMIE و TMPRSS3 و USH1C و WFS1 تسبب الصمم غير المتلازمي، مع وجود أدلة أضعف حاليًا تشير إلى جينات CCDC50 و DIAPH1 و DSPP و ESRRB و GJB3 و GRHL2 و GRXCR1 و HGF و LHFPL5 و LOXHD1 و LRTOMT و MARVELD2 ، MIR96 ، MYH14 ، MYH9 ، MYO1A ، MYO3A ، OTOA ، PJVK ، POU4F3 ، PRPS1 ، PTPRQ ، RDX ، SERPINB6 ، SIX1 ، SLC17A8 ، TPRN ، TRIOBP ، SLC26A5 ، و WHRN .
يمكن أن تكون أسباب الصمم غير المتلازمي معقدة. حدد الباحثون أكثر من ٣٠ جينًا قد تؤدي طفراتها إلى الإصابة بالصمم غير المتلازمي؛ ومع ذلك، لم يتم توصيف بعض هذه الجينات بشكل كامل. العديد من الجينات المرتبطة بالصمم تشارك في تطور ووظيفة الأذن الداخلية. تعيق الطفرات الجينية الخطوات الحيوية في معالجة الصوت، مما يؤدي إلى فقدان السمع. يمكن أن تتسبب طفرات مختلفة في الجين نفسه بأنواع مختلفة من فقدان السمع، وترتبط بعض الجينات بكل من الصمم المتلازمي وغير المتلازمي. في العديد من العائلات، لم يتم بعد تحديد الجين أو الجينات المسؤولة.
يمكن أن يحدث الصمم أيضًا نتيجة لعوامل بيئية أو مزيج من العوامل الجينية والبيئية، بما في ذلك بعض الأدوية، والعدوى المحيطة بالولادة (التي تحدث قبل أو بعد الولادة)، والتعرض المستمر للضوضاء العالية.
تشمل الأنواع:
| رقم OMIM | الجين                   | النوع                                                             |
| -------- | ----------------------- | ----------------------------------------------------------------- |
| 124900   | DIAPH1                  | فقد السمع الوراثي السائد DFNA1                                    |
| 600101   | KCNQ4                   | فقد السمع الوراثي السائد DFNA2A                                   |
| 612644   | GJB3                    | فقد السمع الوراثي السائد DFNA2B                                   |
| 601544   | GJB2                    | فقد السمع الوراثي السائد DFNA3A                                   |
| 612643   | GJB6                    | فقد السمع الوراثي السائد DFNA3B                                   |
| 600652   | MYH14                   | فقد السمع الوراثي السائد DFNA4                                    |
| 600994   | DFNA5                   | فقد السمع الوراثي السائد DFNA5                                    |
| 601543   | TECTA                   | فقد السمع الوراثي السائد DFNA8/12                                 |
| 601369   | COCH                    | فقد السمع الوراثي السائد DFNA9                                    |
| 601316   | EYA4                    | فقد السمع الوراثي السائد DFNA10                                   |
| 601317   | MYO7A                   | فقد السمع الوراثي السائد DFNA11، عصبي حسي                         |
| 601868   | COL11A2                 | فقد السمع الوراثي السائد DFNA13                                   |
| 602459   | POU4F3                  | فقد السمع الوراثي السائد DFNA15                                   |
| 603622   | MYH9                    | فقد السمع الوراثي السائد DFNA17                                   |
| 604717   | ACTG1                   | فقد السمع الوراثي السائد DFNA20/26                                |
| 606346   | MYO6                    | فقد السمع الوراثي السائد DFNA22                                   |
| 605192   | SIX1                    | فقد السمع الوراثي السائد DFNA23                                   |
| 605583   | SLC17A8                 | فقد السمع الوراثي السائد DFNA25                                   |
| 608641   | GRHL2                   | فقد السمع الوراثي السائد DFNA28                                   |
| 606705   | TMC1                    | فقد السمع الوراثي السائد DFNA36                                   |
| 605594   | DSPP                    | فقد السمع الوراثي السائد DFNA36، مع تكوّن عاج الأسنان              |
| 607453   | CCDC50                  | فقد السمع الوراثي السائد DFNA44                                   |
| 607841   | MYO1A                   | فقد السمع الوراثي السائد DFNA48                                   |
| 613074   | MIR96                   | فقد السمع الوراثي السائد DFNA50                                   |
| 220290   | GJB2                    | فقد السمع الوراثي المتنحي DFNB1A                                  |
| 612645   | GJB6                    | فقد السمع الوراثي المتنحي DFNB1B                                  |
| 600060   | MYO7A                   | فقد السمع الوراثي المتنحي DFNB2، عصبي حسي (انظر أيضًا متلازمة آشر) |
| 600316   | MYO15A                  | فقد السمع الوراثي المتنحي DFNB3                                   |
| 600971   | TMIE                    | فقد السمع الوراثي المتنحي DFNB6                                   |
| 600974   | TMC1                    | فقد السمع الوراثي المتنحي DFNB7                                   |
| 601072   | TMPRSS3                 | فقد السمع الوراثي المتنحي DFNB8، بداية في الطفولة                 |
| 601071   | OTOF                    | فقد السمع الوراثي المتنحي DFNB9                                   |
| 601386   | CDH23                   | فقد السمع الوراثي المتنحي DFNB12                                  |
| 603720   | STRC                    | فقد السمع الوراثي المتنحي DFNB16                                  |
| 602092   | USH1C                   | فقد السمع الوراثي المتنحي DFNB18                                  |
| 603629   | TECTA                   | فقد السمع الوراثي المتنحي DFNB21                                  |
| 607039   | OTOA                    | فقد السمع الوراثي المتنحي DFNB22                                  |
| 609533   | PCDH15                  | فقد السمع الوراثي المتنحي DFNB23                                  |
| 611022   | RDX                     | فقد السمع الوراثي المتنحي DFNB24                                  |
| 613285   | GRXCR1                  | فقد السمع الوراثي المتنحي DFNB25                                  |
| 609823   | TRIOBP                  | فقد السمع الوراثي المتنحي DFNB28                                  |
| 614035   | CLDN14                  | فقد السمع الوراثي المتنحي DFNB29                                  |
| 607101   | MYO3A                   | فقد السمع الوراثي المتنحي DFNB30                                  |
| 607084   | WHRN                    | فقد السمع الوراثي المتنحي DFNB31                                  |
| 608565   | ESRRB                   | فقد السمع الوراثي المتنحي DFNB35                                  |
| 609006   | ESPN                    | فقد السمع الوراثي المتنحي DFNB36                                  |
| 607821   | MYO6                    | فقد السمع الوراثي المتنحي DFNB37                                  |
| 608265   | HGF                     | فقد السمع الوراثي المتنحي DFNB39                                  |
| 610153   | MARVELD2                | فقد السمع الوراثي المتنحي DFNB49                                  |
| 609706   | COL11A2                 | فقد السمع الوراثي المتنحي DFNB53                                  |
| 610220   | PJVK                    | فقد السمع الوراثي المتنحي DFNB59                                  |
| 611451   | LRTOMT                  | فقد السمع الوراثي المتنحي DFNB63                                  |
| 610265   | LHFPL5                  | فقد السمع الوراثي المتنحي DFNB67                                  |
| 613079   | LOXHD1                  | فقد السمع الوراثي المتنحي DFNB77                                  |
| 613307   | TPRN                    | فقد السمع الوراثي المتنحي DFNB79                                  |
| 613391   | PTPRQ                   | فقد السمع الوراثي المتنحي DFNB84                                  |
| 613453   | SERPINB6                | فقد السمع الوراثي المتنحي DFNB91                                  |
| 614899   | CABP2                   | فقد السمع الوراثي المتنحي DFNB93                                  |
| 304500   | PRPS1                   | فقد السمع الوراثي المرتبط بالكروموسوم X - DFNX1                   |
| 304400   | POU3F4                  | فقد السمع الوراثي المرتبط بالكروموسوم X - DFNX2                   |
| 580000   | MT-RNR1, COX1           | الصمم الناجم عن الأمينوغليكوزيدات (مرتبط بالميتوكوندريا)          |
| 500008   | (عدة جينات ميتوكوندريا) | فقد سمع عصبي حسي، مرتبط بالميتوكوندريا                            |

## التشخيص
يتضمن تشخيص الصمم غير المتلازمي تقييمًا شاملًا لتحديد سبب فقدان السمع لدى الفرد في غياب السمات المتلازمية المصاحبة. قد تشمل الخطوات الرئيسية في التشخيص ما يلي:
التقييم السريري: سيتم أخذ تاريخ طبي مفصل لتحديد العوامل التي قد تسهم في فقدان السمع، مثل التعرض للضوضاء العالية، أو الأدوية السامة للأذن، أو وجود تاريخ عائلي لفقدان السمع. بالإضافة إلى ذلك، سيتم إجراء فحص بدني للكشف عن أي شذوذات مرئية أو علامات على حالات كامنة.
الفحص الجيني: قد يُوصى بإجراء فحص جيني، لا سيما إذا كان هناك تاريخ عائلي لفقدان السمع. يمكن أن يكون الصمم غير المتلازمي ناتجًا عن طفرات في جينات متعددة مرتبطة بالوظيفة السمعية. كما يمكن استخدام طرق تسلسل الحمض النووي عالية الإنتاجية لفحص عدة جينات في الوقت نفسه.
الفحوصات السمعية: قد تشمل هذه الفحوصات اختبارات مختلفة مثل قياس السمع بالنغمة النقية، وقياس سمع الكلام، والانبعاثات الصوتية الأذنية، أو استجابة جذع الدماغ السمعية.
في بعض الحالات، قد تُجرى طرق أخرى مثل تقنيات التصوير كالتصوير المقطعي المحوسب أو التصوير بالرنين المغناطيسي لفحص تراكيب الأذن الداخلية وتحديد أي شذوذات في القوقعة أو العصب السمعي. وقد يُوصى أيضًا بإجراء تحاليل دم للكشف عن الحالات الاستقلابية أو العدوى التي قد تسهم في فقدان السمع.

## علاج
العلاج داعم ويشمل تدبير الأعراض. يمكن استخدام أجهزة تقوية السمع و/أو زراعة القوقعة، كما يمكن تقديم برامج تعليمية مناسبة. وتُعد المتابعة الدورية أمرًا مهمًا أيضًا.

## علم الأوبئة
حوالي طفل واحد من بين كل ١٠٠٠ طفل في الولايات المتحدة يولد مصابًا بالصمم التام. وبحلول سن التاسعة، يعاني حوالي ٣ من كل ١٠٠٠ طفل من فقدان في السمع يؤثر على أنشطة الحياة اليومية. أكثر من نصف هذه الحالات ناتجة عن عوامل وراثية. معظم حالات الصمم الوراثي (٧٠٪ إلى ٨٠٪) هي حالات غير متلازمية؛ أما الحالات المتبقية فترجع إلى متلازمات وراثية محددة. أما لدى البالغين، فتزداد فرصة الإصابة بفقدان السمع مع التقدم في السن؛ إذ يؤثر فقدان السمع على نصف الأشخاص الذين تزيد أعمارهم عن ٨٠ عامًا.

## روابط خارجية
قالب:Cytoskeletal defectsقالب:Transcription factor/coregulator deficienciesقالب:Scleroprotein diseaseقالب:Solute carrier disorders